# Öppom
Öppom är en by i Ljustorps socken, Timrå kommun i Medelpad. Här ligger Ljustorps bygdegård, Ljustorps Handel och bygdekontoret. Dessutom finns här flera boende och bönder.